# Propietat estatal
La propietat estatal, també anomenada propietat pública, és la propietat d'una indústria, actiu o empresa per part de l'estat o d'un organisme públic que representa una comunitat, a diferència d'un individu o una part privada. La propietat pública es refereix específicament a les indústries que venen béns i serveis als consumidors i difereix dels béns públics i serveis públics finançats amb el pressupost general d'un govern. La propietat pública pot tenir lloc als nivells de govern nacional, regional, local o municipal; o pot referir-se a la titularitat pública no governamental de les empreses públiques autònomes. La propietat pública és una de les tres grans formes de propietat, diferenciada de la propietat privada, col·lectiva/cooperativa i comuna.